# Straldzha (huyện)
Straldzha là một huyện thuộc tỉnh Yambol, Bungaria. Dân số thời điểm năm 2001 là 15828 người.